# 大場站 (日本)

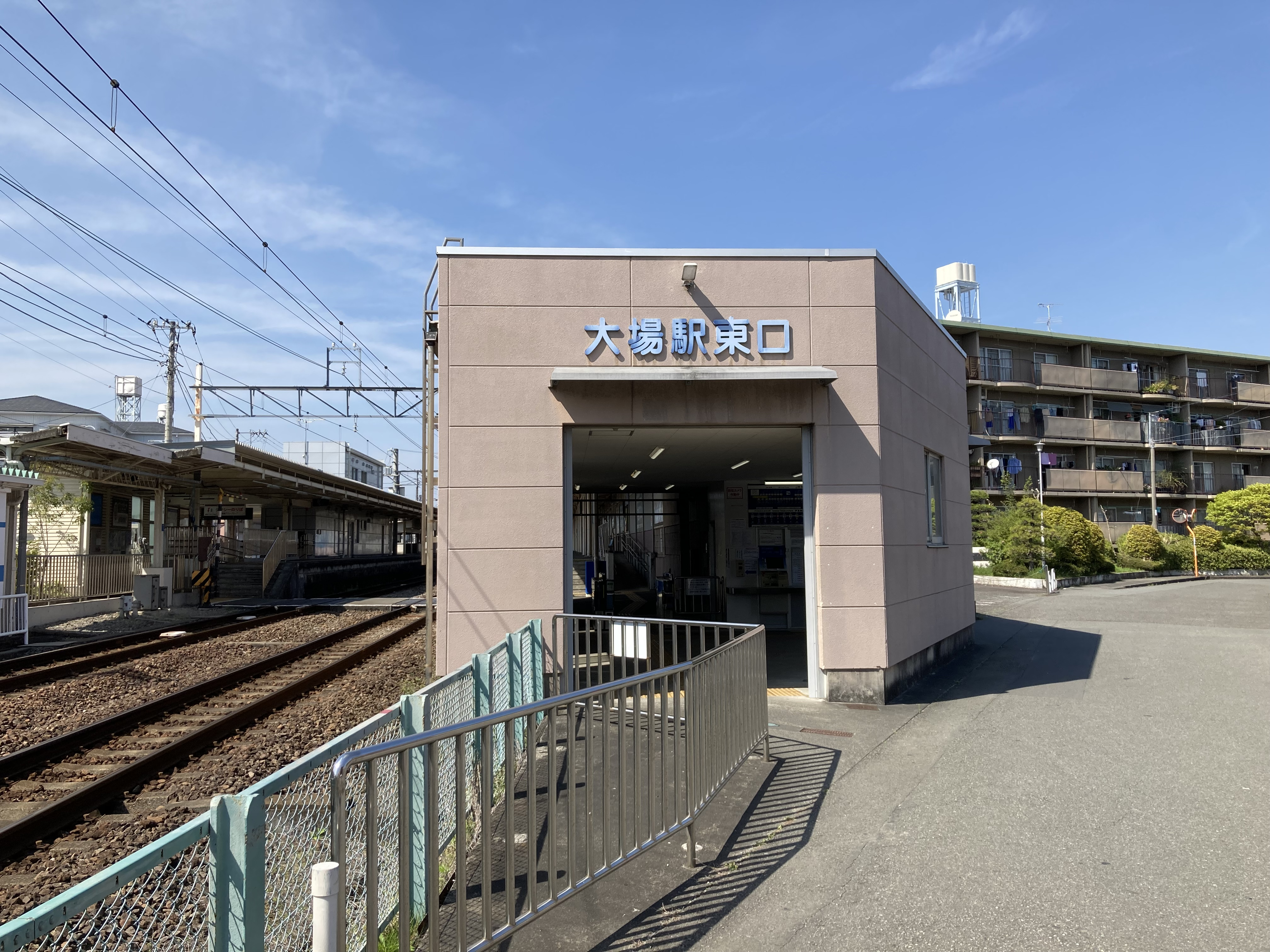
東出口(2023年4月)

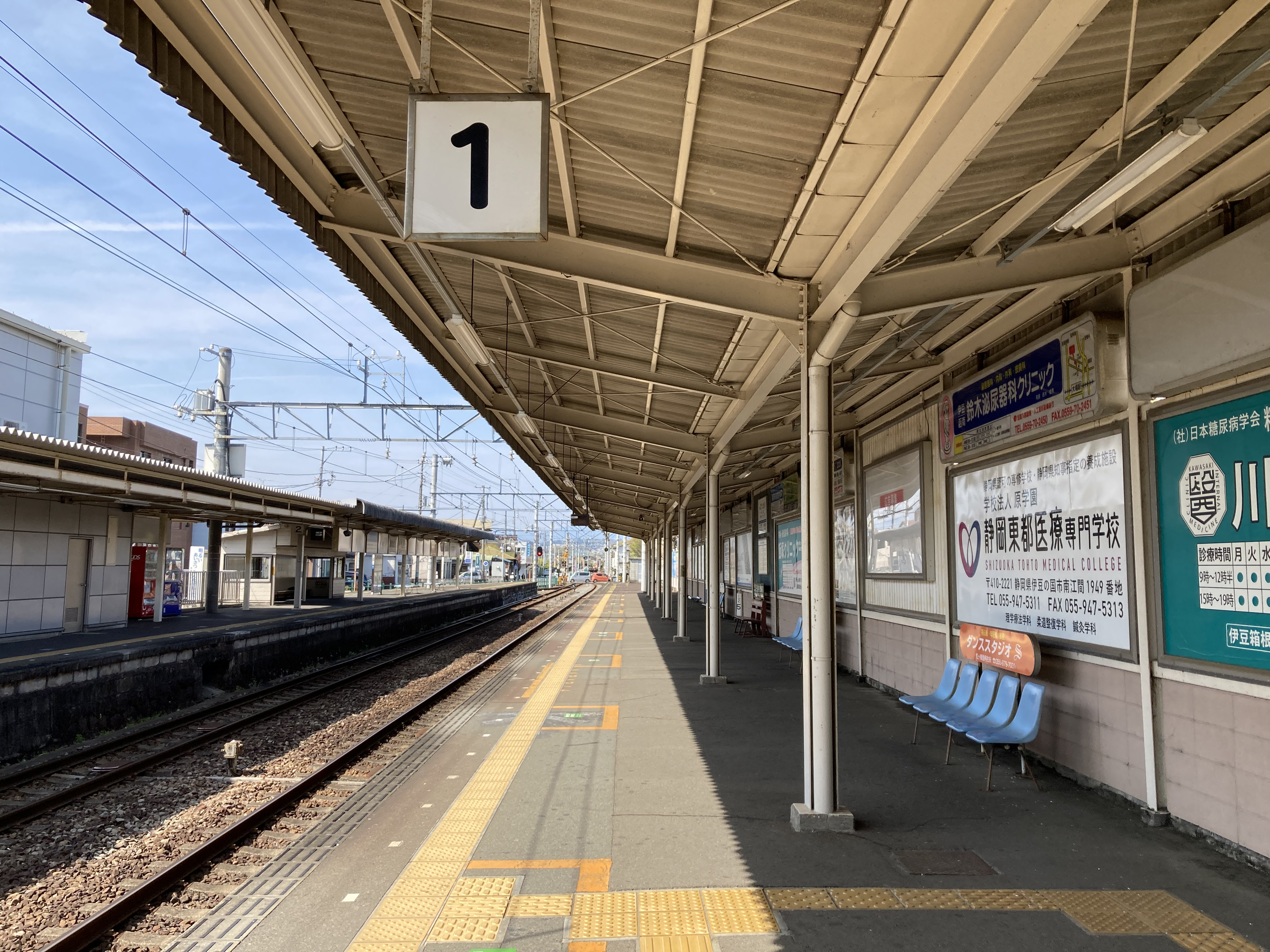
1號月台(2023年4月)

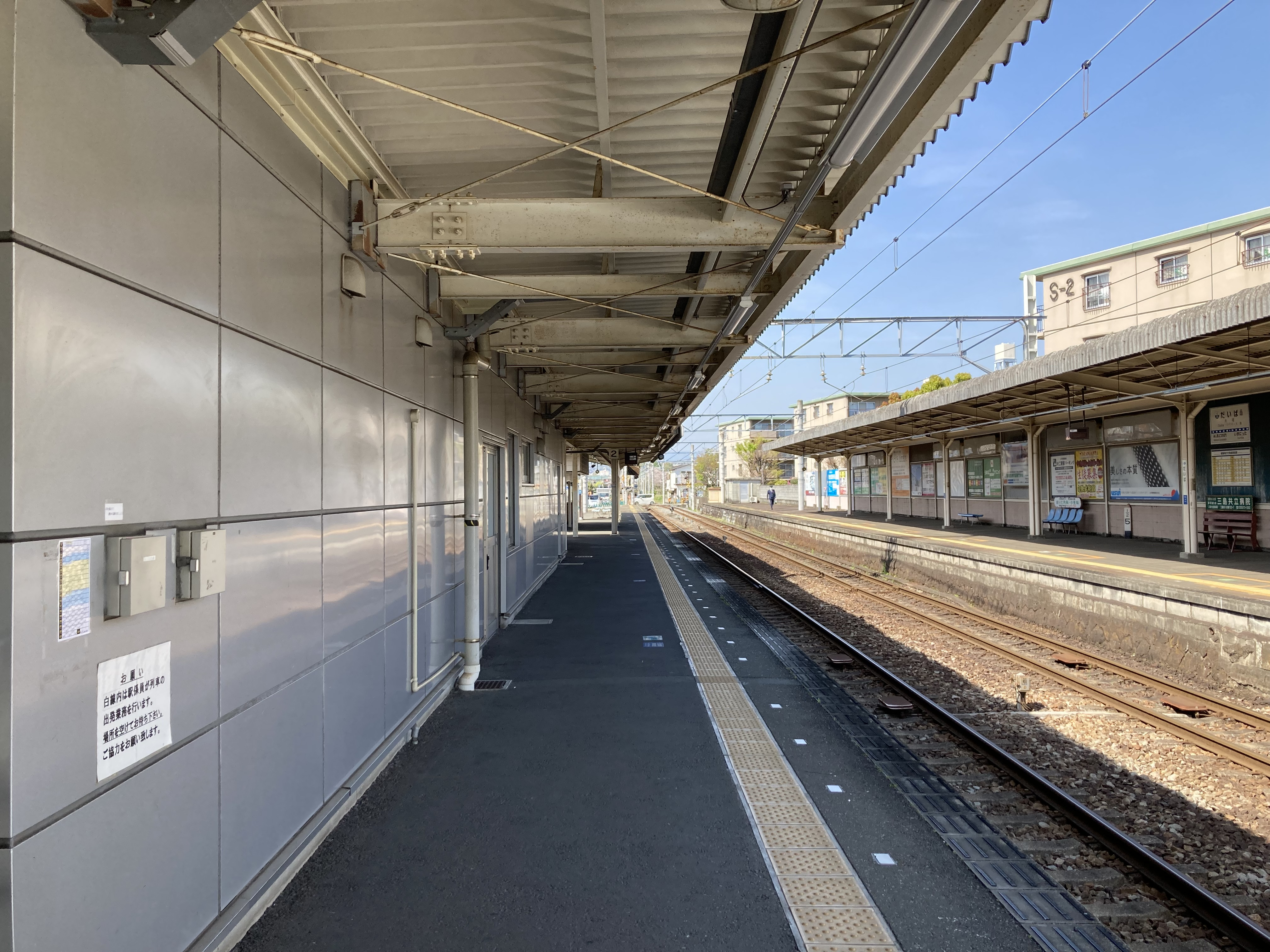
2號月台(2023年4月)

大場站（日语：／ Daiba eki */?）是位於靜岡縣三島市大場122番地之2，伊豆箱根鐵道的駿豆線車站。車站編號為IS05。
車站北邊設有伊豆箱根鐵道總部與車廠（大場工場），使早上的首班車從此站開出。

## 歷史
- 1898年（明治31年）5月20日：三島町（現時：三島田町）至南條（現時：伊豆長岡）之間開通，此站啟用。
- 1937年（昭和12年）6月10日：大場站貨物線工程完成。
- 1940年 （昭和15年）5月4日：共立水産株式會社大場工場的引込線建設竣工。
- 1964年（昭和39年）9月21日：結束貨物起卸業務。
- 1978年（昭和53年）8月20日：大場站下行月台擴寬，上蓋工程完成。
- 2001年（平成13年）4月6日：隨著静岡縣木立三島南高校遷移，大場站開設東出口。
- 2005年（平成17年）3月31日：新車站大樓竣工。

## 車站構造
此站是地面車站，設有1面1線的單式月台和1面2線的島式月台。東出口車站大樓側為1號月台，西出口車站大樓側為2號月台，各月台上之間設有站內平交道連接。
現時除了早上、晚間外，1號月台是修善寺方向，2號月台是三島方向。3號月台是港灣式月台，只有從大場出發前往三島方向的普通列車、從三島出發前往大場的尾班電車、來往大場工場的出入廠列車使用。日間當車輛故障時，替代車輛會在3號月台使用。當大場工場舉行活動時，月台會有電車停泊。由於此站是特急踊子停車站，因此1號月台和2號月台可容納5卡車廂，而3號月台只可容納3卡車廂。
西出口和東出口均設有自動閘機。車站櫃臺只於西出口一方。從前只有西邊閘口，東邊的1號月台（前往修善寺的列車）下車的乘客需要經過站內平交道前往西邊閘口。在2001年，縣立三島南高校遷移至大場地區。因此東邊月台靠南邊新設東出口。當初只於早上繁忙時間才可使用。在2005年車站大樓重建時，東出口加設了自動閘機，而售票機只於早上7時至下午9時之間才可使用。現時西出口設有1台自動售票機，東出口的1台自動售票機更換為輕觸式。在2006年尾起，發車鈴改為由鎌田信號機製的電子音樂（3號月台除外）。在發車鈴響起時，平交道也會作動。曾經於車站東邊設有森永製菓專用線。

### 月台
| 月台 | 路線          | 上下行 | 方向                   |                      |
| ---- | ------------- | ------ | ---------------------- | -------------------- |
| 1    | ■特急「踊子」 | 下行   | 修善寺方向             |                      |
| 1    | 駿豆線        | 下行   | 修善寺方向             |                      |
| 2    | ■特急「踊子」 | 上行   | 三島、熱海、東京方向   | 三島、熱海、東京方向 |
| 2    | 駿豆線        | 上行   | 三島方向               |                      |
| 3    | 駿豆線        | 上行   | （從此站出發）三島方向 |                      |

## 使用狀況
根據「靜岡縣統計年鑑」，在2018年（平成30年）度，1日平均乘車人次為2,491人。
| 年度               | 1日平均 乘車人次 | 參考資料 |
| ------------------ | ---------------- | -------- |
| 1993年（平成05年） | 3,779            | [ * 1 ]  |
| 1994年（平成06年） | 3,736            | [ * 2 ]  |
| 1995年（平成07年） | 3,697            | [ * 3 ]  |
| 1996年（平成08年） | 3,651            | [ * 4 ]  |
| 1997年（平成09年） | 3,422            | [ * 5 ]  |
| 1998年（平成10年） | 3,340            | [ * 6 ]  |
| 1999年（平成11年） | 3,162            | [ * 7 ]  |
| 2000年（平成12年） | 3,103            | [ * 8 ]  |
| 2001年（平成13年） | 3,291            | [ * 9 ]  |
| 2002年（平成14年） | 3,183            | [ * 10 ] |
| 2003年（平成15年） | 3,021            | [ * 11 ] |
| 2004年（平成16年） | 2,938            | [ * 12 ] |
| 2005年（平成17年） | 2,906            | [ * 13 ] |
| 2006年（平成18年） | 2,847            | [ * 14 ] |
| 2007年（平成19年） | 2,816            | [ * 15 ] |
| 2008年（平成20年） | 2,809            | [ * 16 ] |
| 2009年（平成21年） | 2,678            | [ * 17 ] |
| 2010年（平成22年） | 2,561            | [ * 18 ] |
| 2011年（平成23年） | 2,528            | [ * 19 ] |
| 2012年（平成24年） | 2,534            | [ * 20 ] |
| 2013年（平成25年） | 2,572            | [ * 21 ] |
| 2014年（平成26年） | 2,455            | [ * 22 ] |
| 2015年（平成27年） | 2,443            | [ * 23 ] |
| 2016年（平成28年） | 2,460            | [ * 24 ] |
| 2017年（平成29年） | 2,488            | [ * 25 ] |
| 2018年（平成30年） | 2,491            | [ * 26 ] |

## 車站周邊
- 靜岡縣立三島南高等學校（日语：静岡県立三島南高等学校）
- 三島市立中鄉中學
- 函南町立函南中學
- 函南町公所
- 函南町文化中心（舊函南町中央公民館)
- 函南知惠之和館（日语：かんなみ知恵の和館）（函南町圖書館等綜合設施)
- 三島大場郵局

## 巴士路線
※由大場站周邊前往東海道本線熱海、東京方向時，乘坐途經三島站的巴士會比乘坐大場至函南之間的巴士（每小時1至2班）前往函南站的方法慢。
大場站巴士站（大場駅西出口步行0分鐘）
- 伊豆箱根巴士
  - 大場站 - 赤王口 - 大場分讓地 - 赤王口 - 大場站線（5020系統）
  - 大場站 - 八溝 - 大場分讓地 - 八溝 - 大場站線（5021系統）
  - 大場站 - 八溝 - 大場分讓地 - 赤王口 - 大場站線（5026系統）
  - 大場站 - 赤王口 - 大場分讓地 - 八溝 - 大場站線（5027系統）
  - 大場站 - 赤王口 - 大場分讓地 - 錦丘分讓地 - 大場分讓地 - 赤王口 - 大場站線（5062系統）
  - 大場站 - 八溝 - 大場分讓地 - 錦丘分讓地 - 大場分讓地 - 八溝 - 大場站線（5063系統）
  - 大場站 - 八溝 - 大場分讓地 - 錦丘分讓地 - 大場分讓地 - 赤王口 - 大場站線（5051系統）
  - 大場站 - 赤王口 - 大場分讓地 - 錦丘分讓地 - 大場分讓地 - 八溝 - 大場站線（5052系統）
  - 大場站 - 赤王口 - 函南站線
  - 大場站 - 八溝 - 函南站線
  - 大場站 - 赤王口 - 帕薩迪納鎮入口 - 赤王台 - 三島社會保險醫院線
  - 100日圓巴士「淺瀨號」

大場站前巴士站（大場站東出口步行2分鐘）
- 伊豆箱根巴士
  - 畑毛溫泉 - 大場站前 - 函南站線
  - 『大場循環』畑毛溫泉 - 大場站前（經柿澤台） - 畑毛溫泉
  - 熱15系統:大場站前 - 平井 - 梅園 - 熱海站線（截至2020年1月，前往熱海的班次每日只有2班）

## 相鄰車站
伊豆箱根鐵道
■駿豆線
■特急「踊子」
三島田町（IS03）－大場（IS05）－伊豆長岡（IS09）
■普通
三島二日町（IS04）－大場（IS05）－伊豆仁田（IS06）

## 注腳
1. ↑  靜岡縣統計年鑑1993（平成5年）PDF（日語）
2. ↑  靜岡縣統計年鑑1994（平成6年）PDF（日語）
3. ↑  靜岡縣統計年鑑1995（平成7年）PDF（日語）
4. ↑  靜岡縣統計年鑑1996（平成8年）PDF（日語）
5. ↑  靜岡縣統計年鑑1997（平成9年）PDF（日語）
6. ↑  靜岡縣統計年鑑1998（平成10年）PDF（日語）
7. ↑  靜岡縣統計年鑑1999（平成11年）PDF（日語）
8. ↑  靜岡縣統計年鑑2000（平成12年）PDF（日語）
9. ↑  靜岡縣統計年鑑2001（平成13年）PDF（日語）
10. ↑  靜岡縣統計年鑑2002（平成14年）PDF（日語）
11. ↑  靜岡縣統計年鑑2003（平成15年）PDF（日語）
12. ↑  靜岡縣統計年鑑2004（平成16年）PDF（日語）
13. ↑  靜岡縣統計年鑑2005（平成17年）PDF（日語）
14. ↑  靜岡縣統計年鑑2006（平成18年）PDF（日語）
15. ↑  靜岡縣統計年鑑2007（平成19年）PDF（日語）
16. ↑  靜岡縣統計年鑑2008（平成20年）PDF（日語）
17. ↑  靜岡縣統計年鑑2009（平成21年）PDF（日語）
18. ↑  靜岡縣統計年鑑2010（平成22年）PDF（日語）
19. ↑  靜岡縣統計年鑑2011（平成23年）PDF（日語）
20. ↑  靜岡縣統計年鑑2012（平成24年）PDF（日語）
21. ↑  靜岡縣統計年鑑2013（平成25年）PDF（日語）
22. ↑  靜岡縣統計年鑑2014（平成26年）PDF（日語）
23. ↑  靜岡縣統計年鑑2015（平成27年）PDF（日語）
24. ↑  靜岡縣統計年鑑2016（平成28年）PDF（日語）
25. ↑  靜岡縣統計年鑑2017（平成29年）PDF（日語）
26. ↑  靜岡縣統計年鑑2018（平成30年）PDF（日語）

## 外部連結
- 伊豆箱根鐵道　大場站 （页面存档备份，存于）（日語）